# Ле-Ерб'є (футбольний клуб)
ФК «Вандея Ле-Ербʼє» (фр. Vendée Les Herbiers Football) — французький футбольний клуб із міста Ле-Ерб'є, заснований у 1919 році. Виступає в Насьйональ 2. Домашні матчі приймає на стадіоні «Стад Массабʼєль», місткістю 5 000 глядачів.

## Історія
У сезоні 2017/18 команда розпочала прогресувати, зокрема «Ле-Ерб'є» дістався фіналу кубку Франції, де програв Парі Сен-Жермен із рахунком 0:2.

## Попередні назви
- 1919—1923 — «Алвет Спортів»;
- 1923—1949 — «Ле-Ерб'є Спортс»;
- 1949—2002 — Спортивна спілка «Ерб'єс»;
- 2002—2006 — «Ле-Ерб'є Вандея»;
- з 2006 — «Вандея Ле-Ерб'є»;